# Jürgen Bähringer
Jürgen Bähringer (n. 19 august 1950, Greiz, Republica Democrată Germană, Germania) este un fotbalist german, medaliat olimpic. A participat la o ediție a Jocurilor Olimpice (1980) în care a câștigat o medalie de argint.

## Participări
Lista de mai jos prezintă principalele competiții la care a participat Jürgen Bähringer de-a lungul carierei.
- Futbol na letnih Olimpiiskih igrah 1980[*]